# Masdevallia lychniphora
Masdevallia lychniphora är en orkidéart som beskrevs av Willibald Königer. Masdevallia lychniphora ingår i släktet Masdevallia och familjen orkidéer. Inga underarter finns listade i Catalogue of Life.